# Julia Butters
Julia Butters (Los Angeles, 15 aprile 2009) è un'attrice statunitense.

## Biografia
Figlia dell'animatore Darrin e della casalinga Lorelei Butters, entrambi originari di Kearney, nel Nebraska, ha iniziato a recitare all'età di due anni facendo pubblicità. Il suo primo ruolo è stato in un episodio della nona stagione di Criminal Minds. Nel 2016 ha esordito al cinema con il film di Michael Bay 13 Hours: The Secret Soldiers of Benghazi e ha ricoperto un ruolo ricorrente nella serie televisiva di Prime Video Transparent. Lo stesso anno, è entrata a far parte del cast principale della sitcom di ABC American Housewife, nel ruolo di Anna-Kat Otto.
Grazie al suo ruolo in American Housewife è stata notata dal regista Quentin Tarantino, che stava scrivendo la sceneggiatura del suo film C'era una volta a... Hollywood e ha deciso di scritturarla nel ruolo di un'attrice bambina nella Hollywood del 1969. Dopo aver ricevuto il plauso della critica per questa interpretazione, Julia Butters ha lasciato il cast di American Housewife per seguire altre opportunità lavorative, venendo sostituita da Giselle Eisenberg nella quinta e ultima stagione, trasmessa tra il 2020 e il 2021.

## Filmografia

### Cinema
- The Rusted, regia di Kat Candler - cortometraggio (2015)
- 13 Hours: The Secret Soldiers of Benghazi, regia di Michael Bay (2016)
- Tempo limite (Term Life), regia di Peter Billingsley (2016)
- Quando un padre (A Family Man), regia di Mark Williams (2016)
- C'era una volta a... Hollywood (Once Upon a Time in... Hollywood), regia di Quentin Tarantino (2019)
- The Gray Man, regia di Anthony e Joe Russo (2022)
- The Fabelmans, regia di Steven Spielberg (2022)
- Quel pazzo venerdì, sempre più pazzo (Freakier Friday), regia di Nisha Ganatra (2025)

### Televisione
- Criminal Minds – serie TV, episodio 9x16 (2014)
- Best Friends Whenever – serie TV, episodi 1x10-1x18 (2015-2016)
- Transparent – serie TV, otto episodi (2015-2016)
- The Kicks – serie TV, episodio 1x05 (2016)
- American Housewife – serie TV, novanta episodi (2016-2020)

## Doppiatrici italiane
Nelle versioni in italiano delle opere in cui ha recitato, Julia Butters è stata doppiata da:
- Alice Porto in The Kicks, American Housewife
- Lucrezia Roma in 13 Hours: The Secret Soldiers of Benghazi, C'era una volta a... Hollywood
- Chiara Fabiano in The Gray Man
- Cecilia Salustri in The Fabelmans
- Luna Iansante in Quel pazzo venerdì, sempre più pazzo